# Svib
Svib falu Horvátországban Split-Dalmácia megyében. Közigazgatásilag Cista Provóhoz tartozik.

## Fekvése
Splittől légvonalban 42, közúton 59 km-re keletre, községközpontjától 6 km-re északra, a dalmáciai Zagora szívében, Imotska krajina nyugati részén, Cista Provo és Aržano között fekszik. A település magja egy kis mező körül, néhány településrésze pedig a környező fennsíkon található.

## Története
A térség már az ókorban lakott volt. Egy illír vár és egy történelem előtti halomsír is volt itt, mely azonban mára már egy útépítés következtében megsemmisült. A horvátok a 7. században települtek be erre a vidékre. Területe a középkorban a radobiljai plébánia része volt, melyhez a 19. század első feléig tartozott. A plébánia központja Katunin volt. A középkorban lakossága nem volt jelentős és főként állattartással foglalkozott. A török a 16. század elején foglalta el területét. A török uralomnak az 1718-ban megkötött pozsareváci béke vetett véget, ezután a térség visszakerült a Velencei Köztársaság uralma alá. Területére Hercegovinából érkeztek új lakosok, akik a mai lakosság elődei. A velencei uralomnak 1797-ben vége szakadt és osztrák csapatok vonultak be Dalmáciába. 1806-ban az osztrákokat legyőző franciák uralma alá került, de Napóleon lipcsei veresége után 1813-ban újra az osztrákoké lett. 1849-ben a radobiljai plébániától érseki rendelettel az aržanói plébániához csatolták, ahová egészen 1918-ig tartozott. 1857-ben 498, 1910-ben 747 lakosa volt. 1918-ban az új szerb-horvát-szlovén állam, majd később Jugoszlávia része lett. A második világháború idején a Független Horvát Állam, majd a háború után a szocialista Jugoszlávia része lett. 1991 óta a független Horvátországhoz tartozik. 2011-ben a településnek 430 lakosa volt.

## Lakosság
| Lakosság változása | Lakosság változása | Lakosság változása | Lakosság változása | Lakosság változása | Lakosság változása | Lakosság változása | Lakosság változása | Lakosság változása | Lakosság változása | Lakosság változása | Lakosság változása | Lakosság változása | Lakosság változása | Lakosság változása | Lakosság változása |
| ------------------ | ------------------ | ------------------ | ------------------ | ------------------ | ------------------ | ------------------ | ------------------ | ------------------ | ------------------ | ------------------ | ------------------ | ------------------ | ------------------ | ------------------ | ------------------ |
| 1857               | 1869               | 1880               | 1890               | 1900               | 1910               | 1921               | 1931               | 1948               | 1953               | 1961               | 1971               | 1981               | 1991               | 2001               | 2011               |
| 498                | 533                | 510                | 534                | 650                | 747                | 794                | 772                | 886                | 912                | 916                | 998                | 837                | 907                | 641                | 430                |

## Nevezetességei
- Páduai Szent Antal tiszteletére szentelt régi plébániatemploma[4] 1747-ben épült. 1832-ben bővítették. Magasságát egy méterrel megemelték és apszist építettek hozzá. A templom előtt kőből épített oltár áll, mely a szabadtéri misék céljára szolgál. A homlokzat közepén hatágú rozetta látható, felette magasodik a harangtorony, amelyet három harang számára építettek. A templom két oltára braci kőből készült. A főoltáron Szent Antal régi szobra, a mellékoltáron a Szűzanya szobra látható.

- Az új Nagyboldogasszony plébániatemplom 1974-ben épült Đena Hamzić tervei szerint. Az épület centrális alaprajzú, a homlokzat teljes hosszában fedett előcsarnokkal. Ennek a végében emelkedik az 1995-ben épített lapos tetejű karcsú harangtorony, tetején kereszttel. Felszentelését 1995. december 31-én végezte Ante Jurić érsek. Szűz Mária bronz szobra Stipe Sikirica munkája. A Mária mennybevételét ábrázoló festett üvegablak Frane Par munkája. A templomot betonból épített fal övezi.

- Svibtől délre, a Cista Provo-Svib úttól 150 méterre, a Gradina-hegy tetején, meghatározó stratégiai helyen egy őskori erődített település maradványa található. A hely fekvése lehetővé tette a környező utak, kisebb karsztvölgyek és kutak ellenőrzését. A hegy fennsíkja szabálytalan ellipszis alaprajzú, melynek hossztengelye nyugat-keleti irányban van és körülbelül 5000 m2 területet foglal el. Minden oldalról kettős sánc védi. A fennmaradt külső sánc szélessége körülbelül 3-4 m, magassága körülbelül 1-2 m. A belső sánc szélessége 10-15 m, míg a magassága körülbelül 3-5 m. A fennsík felső része sziklás, míg külső része lapos és bokrokkal van benőve. Bár régészeti kutatást nem végeztek, a felszínén talált leletek ismeretében a bronz- és a vaskorra datálható. A hegytől északra két őskori halom is található.[5]